# Figuurcorrigerend ondergoed

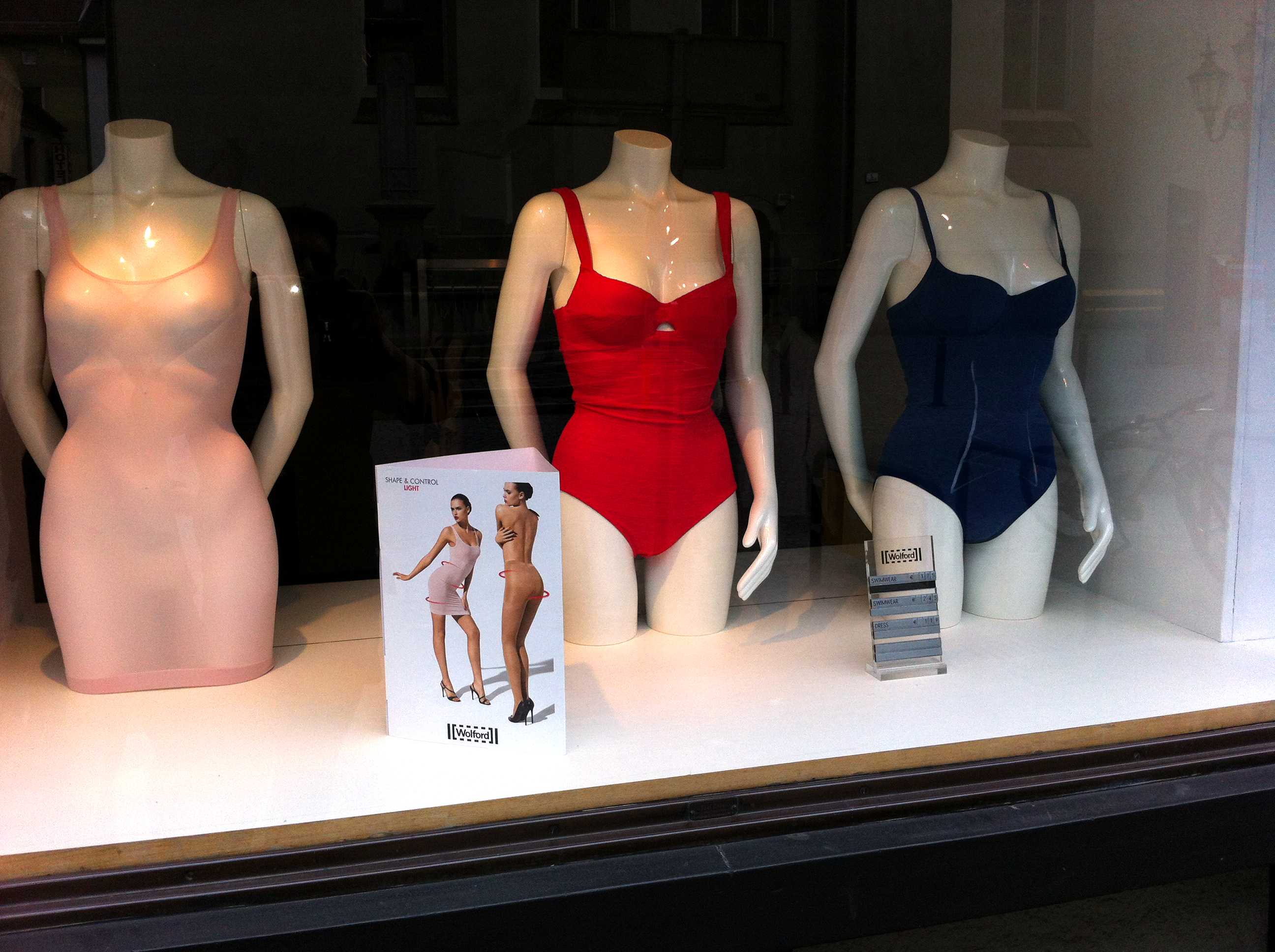
Paspoppen met hedendaags figuurcorrigerend ondergoed.

Figuurcorrigerend ondergoed of shapewear is ondergoed dat het lichaam van de drager (tijdelijk) aanpast of vervormt zodat het meer voldoet aan een bepaald schoonheidsideaal. Het duwt of spant bepaalde delen van het vrouwenlichaam aan om haar een sociaal en esthetisch wenselijke figuur te bezorgen. Een bekend historisch voorbeeld van figuurcorrigerend ondergoed is het korset, dat de taille versmalt en de boezem omhoog drukt. In principe zijn ook beha’s figuurcorrigerend ondergoed. Ook mannen dragen uitzonderlijk shapewear.

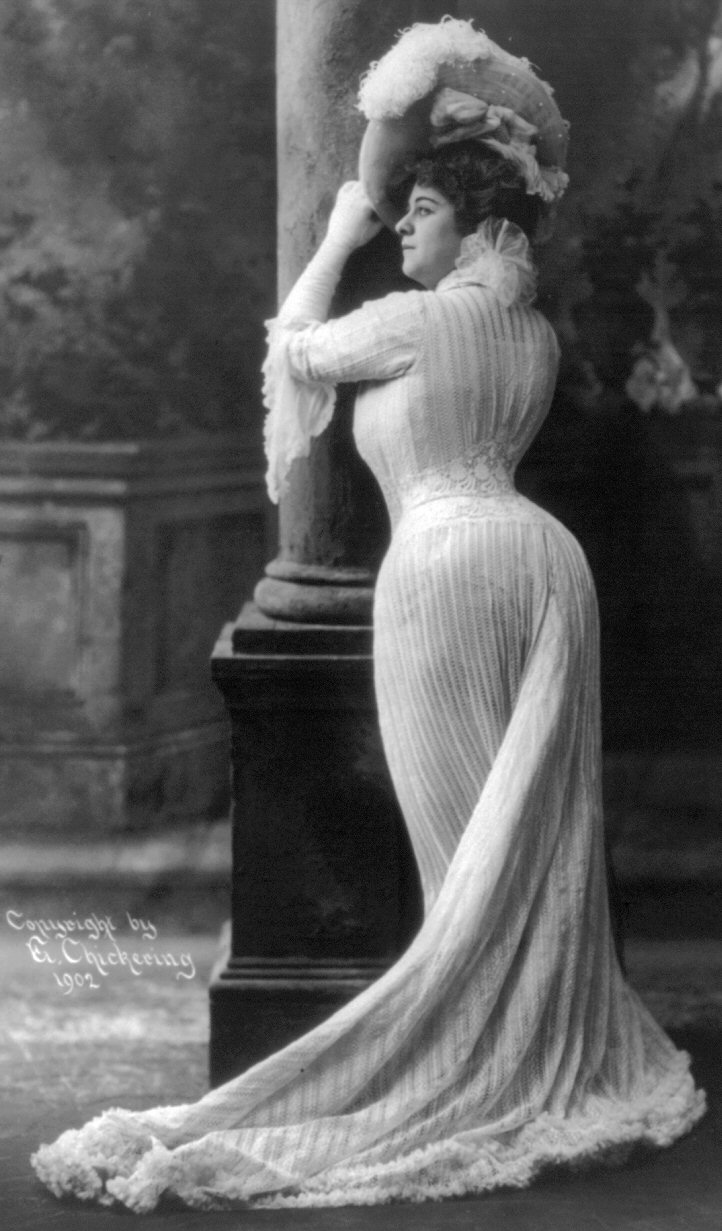
Tot de jaren 1920 droegen veel vrouwen een korset om hun figuur te 'corrigeren' naar het gewenste zandloperfiguur.

De laatste jaren heeft shapewear een snelle opmars gemaakt. Zo merkte de Britse kledingwinkelketen Debenhams tussen 2009 en 2013 een toename van 75% op in de verkoop van shapewear. Hedendaags figuurcorrigerend ondergoed omvat body's, korsetten, jarretelles en verschillende soorten strakke, ondersteunende slips en panty's.

## Gezondheid
Omdat shapewear strak om het lijf zit, kan het overmatig, te lang of incorrect dragen ervan negatieve gevolgen hebben op ademhaling en spijsvertering. Verder kan langdurig zitten in shapewear, wat mogelijk de bloedsomloop belemmert, meralgia paraesthetica veroorzaken. Strakke kleding uit synthetische materialen kan ook aanleiding vormen voor verschillende bacteriële en schimmelinfecties, waaronder folliculitis.

## Overig
Een speciale vorm van corrigerend ondergoed is de binder, die gedragen wordt om borsten zo plat mogelijk te maken. Voor mensen die een penis willen verbergen bestaat een corrigerende onderbroek, de tucking gaff.